# Juda ha-Nasi
Juda ha-Nasi, Jehuda ha-Nasi (hebr. רבי יהודה הנשיא, zwany także Rabim lub Rabenu ha-Kadosz, ur. około 138, zm. 217) – żydowski uczony, tannaita, uznawany za głównego kodyfikatora Miszny, przewodniczący sanhedrynu i faktyczny przywódca (patriarcha) społeczności żydowskiej.

## Życiorys
Był synem Szymona ben Gamaliela II, kierownika akademii religijnej w Uszy. Był potomkiem Hillela, prawnukiem Szymona ben Gamaliela I i wnukiem Gamaliela II.
Według tradycyjnych przekazów urodził się w dniu śmierci Akiby ben Josefa. Tradycja żydowska przypisuje mu przyjaźń z cesarzem Antoniuszem (miał to być Antoninus Pius lub Marek Aureliusz). Młodość spędził w Uszy, gdzie uczył się w akademii swojego ojca. Następnie był uczniem m.in. Judy bar Ilaja, Jose ben Chalafty, Szymona bar Jochaja i Eleazara ben Szammuay. Po śmierci ojca przejął tytuł patriarchy i przywódcy społeczności żydowskiej w Palestynie oraz przewodniczącego sanhedrynu. Zamieszkał w Bet Sze’arim, gdzie został przewodniczącym bet dinu. Następnie przeniósł się do Seforis, gdzie spędził ostatnie 17 lat życia.
Został pochowany w Bet Sze’arim. Jego synem był Gamaliel III.